# República Soviética de Bremen
La República Soviética de Bremen (en alemán: Die Bremer Räterepublik) fue un estado revolucionario no reconocido en Alemania formado inmediatamente al final de la Primera Guerra Mundial. Aunque no fue declarada formalmente hasta el 10 de enero de 1919, el régimen que representaba presidió la ciudad portuaria-industrial de Bremen desde el 14 de noviembre de 1918 hasta su supresión el 2 de febrero de 1919 por fuerzas del ejército regular e irregulares organizadas por el gobierno de la nueva República alemana en Berlín.
El 10 de noviembre de 1918, el Consejo de Trabajadores y Soldados depuso el oligárquico Senado de Bremen que, dentro del Imperio alemán, había gobernado la Ciudad Libre Hanseática de Bremen (Freie Hansestadt Bremen). Después de ofrecer garantías para la propiedad privada y solicitar la cooperación de la existente burocracia administrativa, el 6 de enero de 1919, el Consejo se sometió a una elección limitada a los miembros de los partidos del ala izquierda y sindicatos alineados: los Socialdemócratas Mayoritarios (MSPD), Socialdemócratas Independientes (USPD), y los recién formados Comunistas (KPD). El 10 de enero, una mayoría USPD-KPD declaró la Bremer Räterepublik.
El Consejo de la República estuvo dividido por desacuerdos sobre la naturaleza de su mandato, la gestión del desarrollo financiero y una crisis de suministros, y el acomodo de las elecciones parlamentarias a nivel nacional. Cuando se enfrentó a la determinación del gobierno nacional liderado por el MSPD de hacer cumplir su autoridad, fue incapaz de acordar una posición común de negociación. El 4 de febrero de 1919, una combinación de tropas regulares y del Freikorps ocuparon la ciudad rompiendo una resistencia desorganizada.

## Fundación

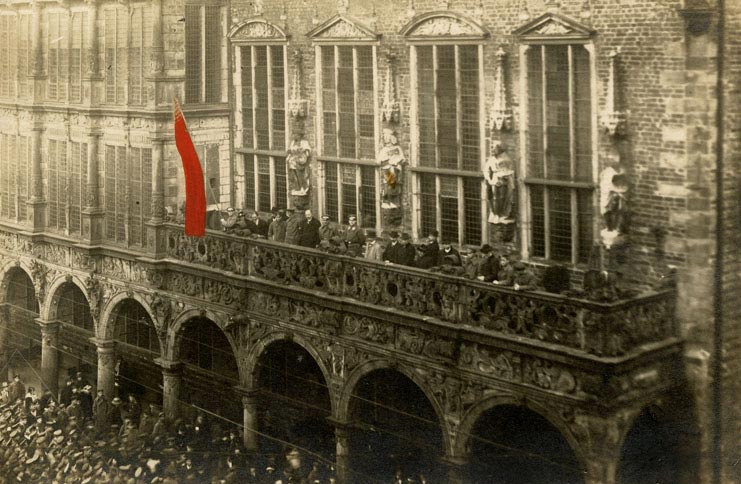
Declaración del Consejo de Trabajadores y Soldados desde el Ayuntamientos de Bremen, 15 de noviembre de 1918.

Como un puerto internacional y centro industrial Bremen tenía una fuerte tradición izquierdista democrática. En las últimas elecciones al Reichstag Imperial, en enero de 1912, los Social Demócratas (SPD) obtuvieron más de la mitad de los votos, 53.4%. Los Liberales de Izquierda (Linksliberale) obtuvieron otro 41.4%. Solo el 5.1% fue a los Conservadores. Sin embargo, las prerrogativas tradicionales de los principales empresarios y comerciantes de la ciudad eran preservadas en el sufragio de ocho clases del Bürgerschaft electo de la ciudad y en los nombramientos vitalicios del Senado ejecutivo. A raíz de las privaciones y reveses de la Gran Guerra, la legitimidad de semejantes consorcios oligárquicos en el gobierno de estado de la ciudad colapsaron como lo hizo el régimen imperial en Berlín. Obreros en huelga desafiaron de facto la ley marcial, y los soldados transfirieron su lealtad de sus oficiales a sus consejos electos.
En torno a mediodía del 6 de noviembre de 1918, miles de trabajadores de los astilleros, los muelles y las fábricas se manifestaron en la plaza del mercado ante el Ayuntamiento (Rathaus). Un consejo de soldados formado entre unidades locales estacionadas, y una delegación de marineros de Kiel, habían buscado apoyo para resistirse a la reimposición del mando militar. Después de deliberaciones entre las varias delegaciones y facciones políticas presentes, Adam Frasunkiewicz de los Socialdemócratas Independientes (una escisión izquierdista contra la guerra del SPD) anunció que los trabajadores se reunirían con los soldados en una consejo de la ciudad ampliado.
Tras las elecciones del 7 de noviembre, 180 delegados de los trabajadores se unieron a 30 soldados en un Consejo de Trabajadores y Soldados combinado. Formaron un Comité de Acción (Aktionsausschuss) ejecutivo de inicialmente 15 miembros pero ampliado a 21 para incluir representantes de los sindicatos y del MSPD que eran considerados necesarios por su experiencia administrativa. Alfred Henke del USPD fue elegido presidente del comité. Su vicepresidente fue Hans Brodmerkel del "ala izquierda radical", otra división del SPD que pronto se anunciarían como "Comunistas Internacionales".
A primera hora del 15 de noviembre, Henke apareció con delegados en el balcón del Rathaus y declaró al Consejo "los representantes de todo el pueblo". Fue desplegada una bandera roja. Su declaración no hizo promesas de cambios radicales o repentinos. Se les aseguró a los ciudadanos que la propiedad privada sería protegida y se trataría sumariamente con los saqueadores. Ahora que la "democracia había sido victoriosa", llamó a los miembros del antiguo gobierno a cooperar con los nuevos poderes. Pareciendo respetar el consejo como sucesor legislativo del Bürgerschaft, el Senado continuó dirigiendo la burocracia administrativa más o menos como antes.
En las elecciones al Consejo del 6 de enero, el MSPD buscó sortear la restricción del sufragio a los miembros de los tres partidos de izquierda abriendo sus filas a un gran número de trabajadores y servidores civiles previamente no alineados. Con 104 mandatos, el SPD emergió como el mayor partido. Pero combinando sus delegados, los Comunistas con 60 y el USPD con 59 podían tomar la iniciativa. El 10 de enero, con la declaración de la República Soviética de Bremen (Räterepublik) cortaron los lazos con el MSPD y, en la administración de la ciudad, con los restos del Senado.

## Deliberaciones y división

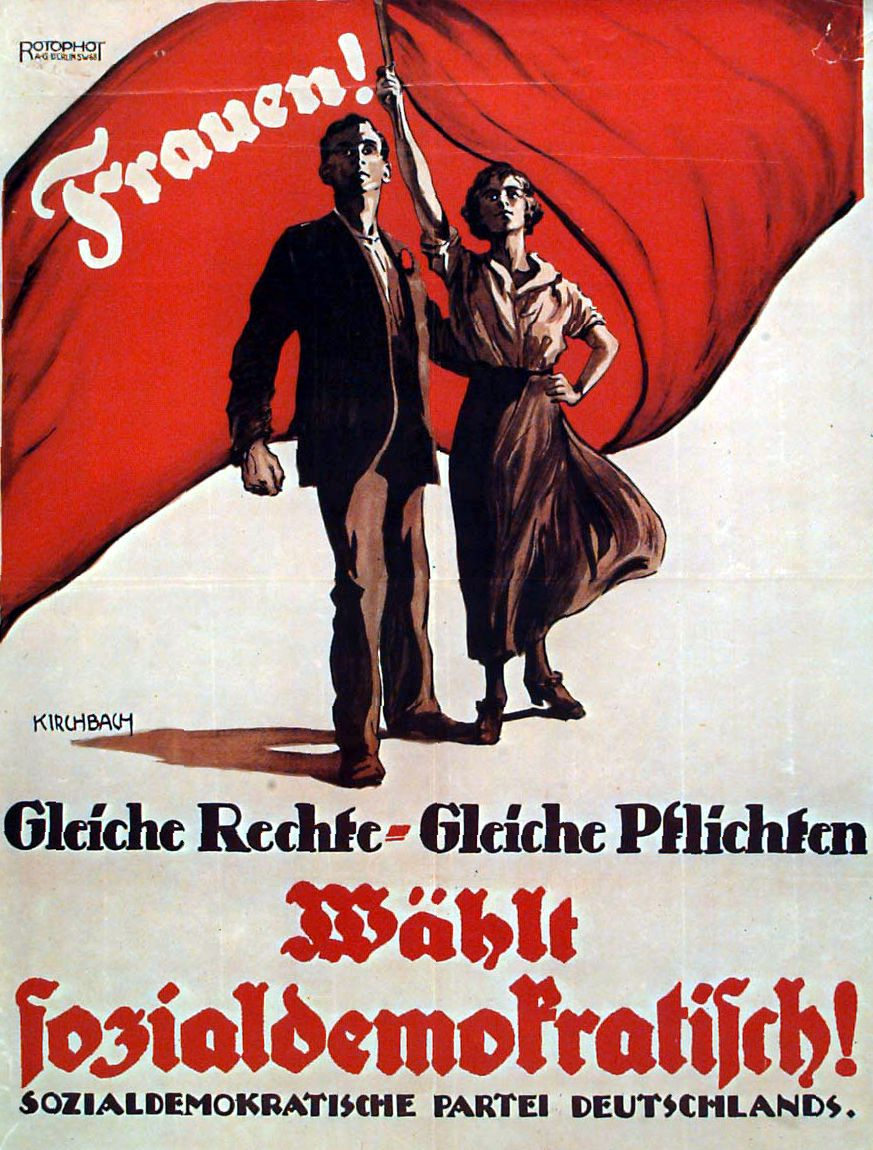
Póster del SPD de las elecciones de 1919 celebrados con sufragio adulto universal: "Mujeres, los mismos derechos, los mismos deberes".

### Naturaleza del mandato revolucionario
El Consejo no acordó ninguna visión única sobre cómo debería operar o contribuir a la reconstrucción socialista anticipada. Los Comunistas insistieron en la "dictadura del proletariado" pero estaban divididos sobre lo que esto podría significar. Una facción, coherente con lo que después se entendería como principios leninistas o bolcheviques, defendían el partido como la principal forma de organización. Otros, invocando las ideas sobre consejos comunistas de Anton Pannekoek y Karl Radek (ambos habían enseñado en la escuela del Partido Socialdemócrata de la ciudad), consideraban tanto los partidos como los sindicatos como estructuras en último término hostiles al ejercicio democrático del poder obrero. El USPD estaba dividido internamente sobre la relación entre las delegaciones obreras y la representación parlamentaria, pero generalmente veían los consejos como instituciones transitorias que facilitarían la socialización de la economía.
Debatiendo las cuestiones sobre si abrir las elecciones al consejo a trabajadores de fuera del partido y empleados de clase media, y sobre si cooperar en las elecciones para una Asamblea Nacional constituyente (prevista para el 19 de enero), el MSPD estuvo solo expresando su confianza en ampliar el sufragio. En oposición al MSPD, Henke llegó a sugerir que la perspectiva de un parlamentarismo-burgués, en oposición al proletariado revolucionario, se había reforzado con la ampliación del sufragio nacional a las mujeres. En referencia a su inmadurez política (Unmündigkeit), sugirió que debía hacerse un trabajo preparatorio antes de acordar una voz igualitaria para las mujeres.
Las delegadas, de las cuales solo había tres en el consejo, protestaron por el compromiso socialista previo en la igualdad de género. Destacaron que el consejo había introducido beneficios para desempleados de una tasa de solo un tercio para las mujeres respecto de los hombres, y como miembros del Consejo su remuneración era de un tercio menor que la de sus colegas masculinos. La desconfianza de Henke hacia las mujeres pudo demostrarse autocumplida. Decepcionadas con el consejo, las mujeres que luchaban por el reconocimiento fueron atraídas por la igualdad electoral aceptada por los partidos que apoyaban la asamblea nacional.

### Exclusión de los Socialdemócratas Mayoritarios
El 19 de noviembre de 1918, una resolución llamando a los consejos de obreros y soldados a participar en una convención nacional en oposición a la Asamblea Nacional fue llevada a cabo en el Consejo por una mayoría de 116 votos contra 23. Los radicales del ala izquierda entonces llamaron a una reunión de masas para el 22 de noviembre, que aprobó una resolución pidiendo el desarme de la clase media y de los Socialdemócratas Mayoritarios y su exclusión de los consejos. La resolución era la base para la fundación de los "Comunistas Internacionales de Alemania" (IKD) al día siguiente. El mismo día, sin embargo, el consejo de la guarnición de Bremen, que incluso en ausencia de sus oficiales comisarios, representaba una amplia sección social, decidió en contra de armar una milicia obrera (o "Guardia Roja"). Si los depósitos de armas eran amenazados, ellos mismos impondrían la ley marcial. Apoyando al MSPD, también impidieron que el USPD i el IKD tomaran el control editorial exclusivo del principal periódico de la ciudad el Bremer Bürger-Zeitung.
La ruptura decisiva con los Socialdemócratas Mayoritarios se retrasó hasta las elecciones al Consejo de año nuevo, y la subsiguiente declaración de la República Soviética (Räterepublik). Incluso entonces, la influencia moderada de los delegados de los soldados fue suficiente combinado con el USPD para producir una pequeña mayoría en el consejo en favor del cometido de unas elecciones para la Asamblea Nacional.

## Derrota política y aislamiento
La decisión dividida sobre las elecciones nacionales redujo significativamente la autoridad del consejo de gobierno. Su legitimidad recibió otro golpe cuando se tabularon los resultados de las elecciones del 19 de enero. En Bremen, el MSPD recibió el 42% de los votos, el centrista Partido Democrático Alemán (DDP) 33.5%, y el USPD 18.2%, todos los otros partidos (los Comunistas mantuvieron su boicot) obtuvieron menos del 5%.
Mientras tanto, las tensiones entre los delegados de obreros y soldados sobre la distribución de las armas resultó en casi una guerra civil. El 14 de enero, soldados de la guarnición de Bremen ocuparon puentes, la plaza del mercado y la estación central. Los marineros entonces avanzaron hacia los astilleros, cuya fuerza obrera era un pilar de los comunistas. Se intercambiaron disparos antes de que los marineros fueron convencidos de retirarse.
También había una crisis de suministro pendiente a medida que la ciudad agotaba sus fondos disponibles. Como condición de nuevos préstamos, los bancos insistieron no solo en la restauración de la anterior administración financiera, sino también en elecciones libres a una asamblea constituyente en Bremen.
El 18 de enero, con la oposición de los Comunistas, los Representantes del Consejo del Pueblo acordaron programar elecciones populares para un nuevo cuerpo legislativo para el 9 de marzo. Cuando la decisión fue presentada en el Consejo de Obreros y Soldados, los Socialdemócratas Independientes superaron la resistencia de los Comunistas cuando amenazaron con dimitir del Consejo. Una retirada de sus delegados habría disuelto la Räterepublik con efecto inmediato. Con partidarios armados ocupando varias de sus oficinas, algunos miembros del ala izquierda del KPD intentaron obtener préstamos de los bancos. Pero esta acción pronto quebró, como lo hizo un intento de huelga en toda la ciudad.
Los Comunistas de Bremen, reorganizados como la Liga Espartaquista, apoyaron un alzamiento en Berlín contra el régimen liderado por el MSPD. Cuando este "alzamiento espartaquista" fracasó el 12 de enero, pareció que ya no había ninguna perspectiva para una alternativa consejista o "soviética" a la Asamblea Nacional. La Räterepublik estaba aislada, y con el acuerdo de celebrar elecciones para la ciudad, internamente comprometida.

## Supresión
Incluso antes de la proclamación de la República Soviética, representantes de la comunidad empresarial de Bremen habían buscado la intervención militar de Berlín. Las fuerzas necesarias estaban ahora disponibles. Una división de 3000 tropas regulares se reunieron en Verden el 29 de enero de 1919 a las órdenes del Coronel Wilhelm Gerstenberg. También hubo alrededor de 600 voluntarios que habían unido fuerzas como Freikorps a las órdenes del Mayor Walter Caspari. Se intentaron negociaciones y se pidió al consejo de gobierno que rearmara el 75º Regimiento de Infantería que volvía a Bremen y se le confiara la seguridad interna. Cuando esto fue ignorado, el nuevo ministro de defensa del Reich, Gustav Noske (MSPD), dio la orden de avanzar hacia la ciudad.
El Consejo de gobierno no tenía planes concretos de defensa. Movilizó unos 1000 defensores, de los cuales la mayoría no tenía experiencia de combate. Fueron reforzados con 250 marineros de Cuxhaven, pocos de los cuales estaban familiarizados con la ciudad. Hubo consignas de solidaridad de los consejos de obreros y soldados de Bremerhaven, Oldenburgo y Hamburgo, pero ninguna asistencia oportuna. Unos pocos centenares de voluntarios que se habían reunido en Hamburgo bajo el mando de Ernst Thälmann nunca alcanzaron Bremen; y en torno a 150 voluntarios de Bremerhaven solo llegaron cuando la lucha ya había terminado. 
Los choques más duros, que involucraron el despliegue de artillería ligera y dos tanques (uno de los cuales fue destruido), ocurrieron en los distritos obreros de Walle y Gröpelingen. El 1º Regimiento de Infantería Hanseático N.º 75 permaneció en los cuarteles bajo una bandera blanca que señalaba su neutralidad. Veinticuatro tropas del gobierno y veintiocho trabajadores armados murieron, junto con veintinueve civiles.

## Consecuencias

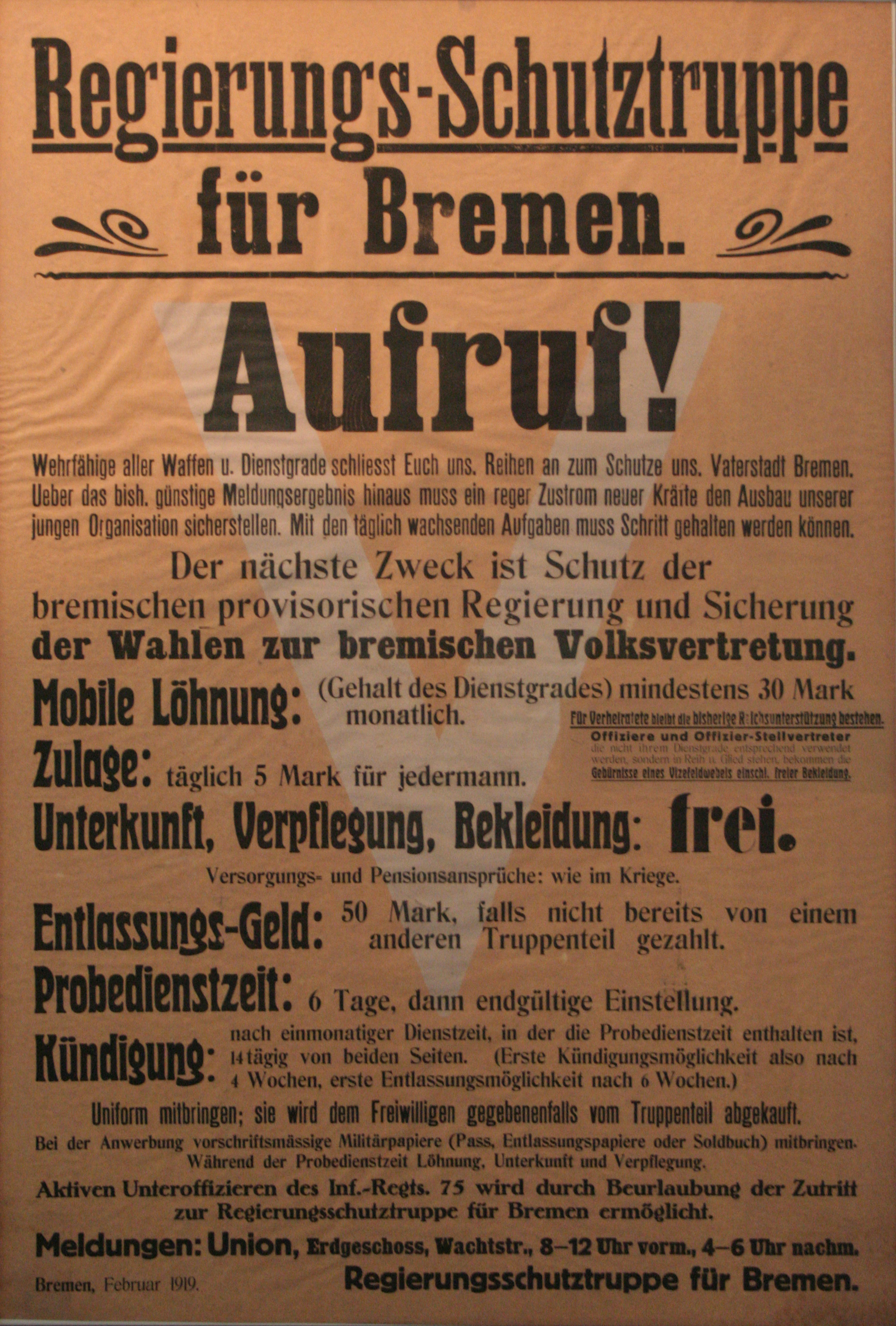
Tras el derrocamiento de la República Soviética, un póster de reclutamiento para una milicia del gobierno para asegurar Bremen y la elección de una asamblea de la ciudad. Febrero de 1919.

En contraste con el fin de la República de Consejos Bávara en Múnich y la supresión de los Espartaquistas en Berlín, solo hubo un caso documentado de prisionero que fuera disparado "mientras intentaba escapar". En cambio, un total de 269 partidarios fueron desarmados y detenidos en la prisión de Bremen-Oslebshausen (entre ellos el famoso pintor de Worpswede Heinrich Vogeler).
Las elecciones para la Asamblea Constituyente de Bremen fueron celebradas como se programó el 9 de marzo de 1919. El MSPD ganó el 32.7% de los votos, el USPD 19.2% y el KPD 7.7%.  Fue formado un nuevo Senado entre el MSPD y los liberales del Partido Democrático Alemán (DDP) y el burgués Partido del Pueblo Alemán (DVP). El KPD tomó esto como una oportunidad para llamar, en abril, a una huelga política con el objetivo de reintroducir el sistema de consejos y de asegurar la liberación de los combatientes todavía encarcelados en Oslebshausen. Tras toparse con un bloqueo con alambre de espino en Walle y Gröpelingen, los huelguistas se conformaron con una amnistía general.
La nueva constitución de la Ciudad Hanseática de Bremen fue promulgada el 18 de mayo de 1920. El Bürgerschaft previamente existente de ocho clases de sufragios fue abolido, y el artículo 10 de la constitución del estado preveía expresamente el sufragio universal adulto.